# Han Sun-hee
Han Sun-hee   () és una jugadora d'handbol sud-coreana, ja retirada, guanyadora de dues medalles olímpiques.
El 1992 va prendre part en els Jocs Olímpics d'Estiu de Barcelona, on guanyà la medalla d'or en la competició d'handbol. Quatre anys més tard, als Jocs d'Atlanta, guanyà la medalla de plata en la mateixa competició. El 2000, a  Sydney, disputà els seus tercers, i darrers Jocs Olímpics, que finalitzà en quarta posició.
En el seu palmarès també destaca una medalla d'or en el Campionat del món d'handbol de 1995, tres medalles d'or en el Campionat del món d'handbol, el 1993, 1995 i 1997, i una medalla d'or en els Jocs Asiàtics de 1998.
A nivell de clubs jugà a l'Allianz Life de Seül, i entre el 2006 i el 2008 a l'Hypo Niederösterreich, amb qui fou finalista de la Lliga de Campions de l'EHF del 2008.